# Morti nel 1983/Settembre
| Questa pagina contiene informazioni ricavate automaticamente dalle voci biografiche con l'ausilio del template Bio e di un bot. L'aggiornamento è periodico e automatico e ricostruisce completamente la pagina. Se manca una persona in questa lista, sei pregato di non aggiungerla, ma accertati piuttosto che la sua voce biografica contenga il template Bio e che i dati anagrafici siano correttamente compilati. Se il template Bio manca, inseriscilo tu stesso o, in alternativa, metti l'avviso {{tmp\|Bio}} che ne segnala la mancanza. Se i dati riportati sono sbagliati, correggi direttamente la voce biografica; le modifiche saranno visibili in questa lista entro pochi giorni. Per chiarimenti vedi il progetto biografie. La lista contiene solo le 98 persone che sono citate nell'enciclopedia e per le quali è stato implementato correttamente il template Bio. Pagina aggiornata al 3 mar 2024. |

- 2 settembre - Gunnar Berggren, pugile svedese (n. 1908)
- 2 settembre - Franz Platko, allenatore di calcio e calciatore ungherese (n. 1898)
- 2 settembre - Charlotte Rudolph, fotografa tedesca (n. 1896)
- 3 settembre - Derek John De Solla Price, fisico, storico della scienza e informatico inglese (n. 1922)
- 3 settembre - Piero Sraffa, economista italiano (n. 1898)
- 3 settembre - József Takács, calciatore ungherese (n. 1904)
- 4 settembre - Aleksandr Nikolaevič Andrievskij, regista cinematografico sovietico (n. 1899)
- 4 settembre - Paul Eberhard, bobbista svizzero (n. 1917)
- 4 settembre - Olga Monsani, avvocata e attivista italiana (n. 1891)
- 4 settembre - Katsutoshi Nekoda, pallavolista e allenatore di pallavolo giapponese (n. 1944)
- 4 settembre - Andrea Spadini, scultore italiano (n. 1912)
- 5 settembre - John Gilpin, ballerino, attore e direttore artistico britannico (n. 1930)
- 5 settembre - Gerbert Moricevič Rappaport, regista cinematografico sovietico (n. 1908)
- 5 settembre - Carlo Rigotti, allenatore di calcio e calciatore italiano (n. 1906)
- 5 settembre - Carolina Matilde di Sassonia-Coburgo-Gotha, principessa tedesca (n. 1912)
- 5 settembre - Buddy Young, giocatore di football americano statunitense (n. 1926)
- 6 settembre - Bernhard Welte, teologo e filosofo tedesco (n. 1906)
- 7 settembre - Boris Hagelin, imprenditore e inventore svedese (n. 1892)
- 7 settembre - Hans Münch, direttore d'orchestra, compositore e violoncellista francese (n. 1893)
- 7 settembre - Tore Rilton, medico, scacchista e mecenate svedese (n. 1904)
- 7 settembre - Wilhelm Rønning, calciatore norvegese (n. 1895)
- 7 settembre - Romolo Sartoris, calciatore italiano (n. 1901)
- 7 settembre - Joseph Schröffer, cardinale e arcivescovo cattolico tedesco (n. 1903)
- 7 settembre - Ron Stuart, cestista canadese (n. 1929)
- 8 settembre - Ibrahim 'Abbud, generale e politico sudanese (n. 1900)
- 8 settembre - Antonin Magne, ciclista su strada, pistard e dirigente sportivo francese (n. 1904)
- 8 settembre - Nereo Pasquali, calciatore italiano (n. 1907)
- 8 settembre - Ričard Nikolaevič Viktorov, regista sovietico (n. 1929)
- 9 settembre - Vinko Cvjetković, pallanuotista jugoslavo (n. 1911)
- 9 settembre - Marguerite Dockrell, nuotatrice irlandese (n. 1912)
- 9 settembre - Luis Monti, calciatore e allenatore di calcio argentino (n. 1901)
- 10 settembre - Felix Bloch, fisico svizzero (n. 1905)
- 10 settembre - Victor Ciocâltea, scacchista rumeno (n. 1932)
- 10 settembre - Ernst Degner, pilota motociclistico tedesco (n. 1931)
- 10 settembre - Nils Engdahl, velocista e mezzofondista svedese (n. 1898)
- 10 settembre - Jon Brower Minnoch,  statunitense (n. 1941)
- 10 settembre - Alfred Urbański, politico e economista polacco (n. 1899)
- 10 settembre - Balthazar Johannes Vorster, politico sudafricano (n. 1915)
- 11 settembre - Domenico Cremonesi, calciatore italiano (n. 1919)
- 11 settembre - Brian Muir, pilota automobilistico australiano (n. 1931)
- 11 settembre - Luigi Ronga, musicologo italiano (n. 1901)
- 12 settembre - Sabin Carr, astista statunitense (n. 1904)
- 12 settembre - Luigi Dodi, architetto, ingegnere e urbanista italiano (n. 1900)
- 12 settembre - Willy Fleckhaus, designer tedesco (n. 1925)
- 12 settembre - Wolf Hagemann, generale tedesco (n. 1898)
- 12 settembre - Félix Pérez Marcos, calciatore spagnolo (n. 1901)
- 13 settembre - Mario Biglioli, scultore italiano (n. 1890)
- 13 settembre - Guido Guidi, aviatore e ingegnere italiano (n. 1891)
- 13 settembre - Rudolf Lehmann, militare tedesco (n. 1914)
- 14 settembre - Gennadij Sergeevič Kazanskij, regista cinematografico sovietico (n. 1910)
- 15 settembre - Willie Bobo, percussionista statunitense (n. 1934)
- 15 settembre - Johnny Hartman, cantante e pianista statunitense (n. 1923)
- 15 settembre - Kaj Hjelm, attore svedese (n. 1928)
- 15 settembre - Friedrich Scherfke, calciatore polacco (n. 1909)
- 16 settembre - Giuseppe Calasso, politico e sindacalista italiano (n. 1899)
- 16 settembre - Ferruccio Castellano, attivista italiano (n. 1946)
- 16 settembre - Henry Grace, scenografo statunitense (n. 1907)
- 16 settembre - Florence Leona Christie Thompson, operaia statunitense (n. 1903)
- 17 settembre - Vittorio Buttafava, giornalista e scrittore italiano (n. 1918)
- 17 settembre - Humberto Sousa Medeiros, cardinale e arcivescovo cattolico portoghese (n. 1915)
- 17 settembre - Massimo Righi, attore italiano (n. 1935)
- 17 settembre - Rosa d'Asburgo-Lorena, nobile italiana (n. 1906)
- 18 settembre - George Chestnut, cestista statunitense (n. 1911)
- 19 settembre - Bruno Pittermann, politico e insegnante austriaco (n. 1905)
- 19 settembre - Ray Ragelis, cestista e allenatore di pallacanestro statunitense (n. 1928)
- 19 settembre - Rolando Rocchi, cestista e allenatore di pallacanestro italiano (n. 1936)
- 20 settembre - Andy Beattie, calciatore e allenatore di calcio scozzese (n. 1913)
- 20 settembre - Ángel Labruna, calciatore e allenatore di calcio argentino (n. 1918)
- 21 settembre - Enrico Castelli, cestista e dirigente sportivo italiano (n. 1909)
- 21 settembre - Bob Donham, cestista statunitense (n. 1926)
- 21 settembre - Xavier Zubiri, filosofo spagnolo (n. 1898)
- 22 settembre - Paul Chaleil, presbitero francese (n. 1913)
- 23 settembre - Antonio Ruggero Maria Giorgi, pittore e incisore italiano (n. 1887)
- 23 settembre - Szolem Mandelbrojt, matematico francese (n. 1899)
- 23 settembre - Jaroslav Pokorný, drammaturgo e librettista ceco (n. 1920)
- 23 settembre - Georges Vandenberghe, ciclista su strada belga (n. 1941)
- 24 settembre - Fayza Ahmed, cantante e attrice siriana (n. 1934)
- 24 settembre - Isobel Baillie, soprano scozzese (n. 1895)
- 25 settembre - Leopoldo III del Belgio, re belga (n. 1901)
- 25 settembre - Giorgio Vaccaro, politico e dirigente sportivo italiano (n. 1892)
- 26 settembre - Renato Bacchini, imprenditore italiano (n. 1916)
- 26 settembre - Tom Barlow, cestista statunitense (n. 1896)
- 26 settembre - Helmut Brinkmann, ammiraglio tedesco (n. 1895)
- 26 settembre - Tito Carnacini, giurista italiano (n. 1909)
- 26 settembre - Henri Navarre, generale e scrittore francese (n. 1898)
- 27 settembre - Laura Bianchini, politica e partigiana italiana (n. 1903)
- 27 settembre - Ben Carruthers, attore statunitense (n. 1936)
- 27 settembre - Attilio Leporati, calciatore italiano (n. 1911)
- 27 settembre - Tino Rossi, cantante e attore francese (n. 1907)
- 27 settembre - Gunnar Thoroddsen, politico islandese (n. 1910)
- 27 settembre - Dino Torreggiani, presbitero italiano (n. 1905)
- 28 settembre - Paul Chandelier, calciatore francese (n. 1892)
- 28 settembre - Roy Sullivan,  statunitense (n. 1912)
- 28 settembre - Ko Willems, pistard olandese (n. 1900)
- 29 settembre - Roy George Douglas Allen, statistico britannico (n. 1906)
- 29 settembre - Edvīns Bietags, lottatore lettone (n. 1908)
- 29 settembre - Nicky Kirsch, calciatore lussemburghese (n. 1901)
- 30 settembre - Severo Pozzati, pubblicitario, pittore e scultore italiano (n. 1895)